# Rose Pauly (Sängerin)
Kammersängerin Rose Pauly (15. März 1894 in Eperjes, Österreich-Ungarn – 14. Dezember 1975 in Kfar Schmarjahu) war eine ungarische Opernsängerin (Sopran).

## Leben und Wirken
Rose Pauly studierte Gesang bei Rosa Papier-Paumgartner in Wien. In der Spielzeit 1917/1918 debütierte sie mit einer kleinen Rolle in Flotows Martha am Hamburger Stadttheater, 1918 folgte die Desdemona an der Wiener Staatsoper. Die Sängerin war von 1919 bis 1921 am Landestheater in Gera, in der Spielzeit 1921/1922 am Stadttheater Karlsruhe, von 1922 bis 1926 an der Kölner Oper und in der Spielzeit 1926/1927 am Nationaltheater Mannheim engagiert. Zur Eröffnung der Kroll-Oper in Berlin am 19. November 1927 sang sie die Leonore in einer modernen Fidelio-Inszenierung, es dirigierte Otto Klemperer. Dort sang sie auch die Maria in Ernst Kreneks Der Diktator und wirkte mit in der Uraufführung der Oper Neues vom Tage von Paul Hindemith. An der Berliner Staatsoper sang sie 1930 in der Uraufführung von Fremde Erde von Karol Rathaus. Auch an der Wiener Staatsoper war sie an Erst- und Uraufführungen neuer Opernliteratur beteiligt, so 1930 in Alban Bergs Wiener Premiere des Wozzeck in der Partie der Marie und 1931 in der Uraufführung von Die Bakchantinnen von Egon Wellesz.
Ihre internationale Anerkennung erwies sich schon früh durch Auftritte an der Sächsischen Staatsoper in Dresden, der Budapester Staatsoper, der Grand Opéra in Paris.
Pauly erarbeitete sich ein Repertoire von enormer Breite – es reichte von Mozarts Donna Anna über hochdramatische Partien und klassische Mezzo-Rollen bis zur Operette. Besondere Affinität bewies die Sängerin zu Richard Strauss und Richard Wagner: Sie verkörperte die Titelpartien in Salome, Elektra und Ägyptischer Helena, sowie zuerst die Kaiserin, später die Färberin in der Frau ohne Schatten. Im Wagner-Fach interpretierte sie Senta, Venus, Sieglinde und Kundry, und im Lohengrin zuerst die Elsa, später die Ortrud. Auch in italienischen und französischen Opern konnte die Pauly reüssieren – sie sang Aida, Amelia, Eboli und die Lady Macbeth, war eine ausdrucksstarke Turandot und ein berührendes Mädchen aus dem goldenen Westen.
Bei den Salzburger Festspielen debütierte die Sängerin 1922 als Donna Anna, kehrte 1933 als Färberin zurück und feierte 1934 und 1937 als Elektra einen triumphalen Erfolg. Zwischen 1923 und 1937 stand die Pauly zumindest 132 Mal auf der Bühne der Wiener Staatsoper, überwiegend in Wagner- und Strauss-Partien, aber auch als Carmen, Tosca und Rosalinde in der Fledermaus. Gastspielreisen führten die Künstlerin nach Mailand, Rom, Neapel, London, Odessa, Leningrad, Moskau, Buenos Aires, San Francisco und Chicago.
Bereits vor 1933 war Rose Pauly Opfer antisemitischer Presseangriffe, so etwa 1930 im „Angriff“. Nach Hitlers Machtergreifung konnte die Künstlerin nicht mehr an der Berliner Staatsoper auftreten und musste Deutschland verlassen. Sie verlagerte ihre Tätigkeit nach Graz und Brünn, Wien und Salzburg – bis sie nach dem Anschluss Österreichs im deutschsprachigen Raum nicht mehr singen durfte. Bereits 1937 kam die Pauly – im Rahmen einer Nord- und Südamerikatournee – nach New York, wo sie unter Artur Rodziński und dem New York Philharmonic Orchestra die Elektra in einer konzertanten Aufführung sang. Aufgrund dieser Darbietung wurde sie sofort an die Metropolitan Opera engagiert. 1938 feierte sie an der Covent Garden Opera, San Francisco und New York erneut Triumphe als Elektra – Ernest Newman hielt ihre Rollengestaltung für unübertrefflich.

„Elektra ist ein monumentales und erschreckendes Werk. Für mich ist diese großartige Rolle die ultimative musikdramatische Erfahrung meiner Karriere. Sie verschlang mich und ich war vom Horror und der Schönheit ihres Schicksals in jeder Vorstellung vollständig erfasst. Dissonant? Erschöpfend? Ja, aber es ist ein Meisterwerk mit Momenten der Vollkommenheit.“

1940 verkörperte sie im New Yorker Lewisohn Stadium die Carmen, 1940 und 1941 gab sie Liederabende in der Town Hall. Nach einem schweren Sturz musste sie – um 1942 – ihre Bühnenlaufbahn beenden. Mitte der 1940er Jahre übersiedelte Rose Pauly mit ihrem Mann nach Palästina und arbeitete in Jerusalem als Gesangspädagogin. Zu ihren Schülerinnen zählte die Sopranistin Hilde Zadek. Zuletzt lebte sie in Herzlia und später in Kfar Schmarjahu bei Tel Aviv, wo sie 1975 verstarb.

## Gedenken

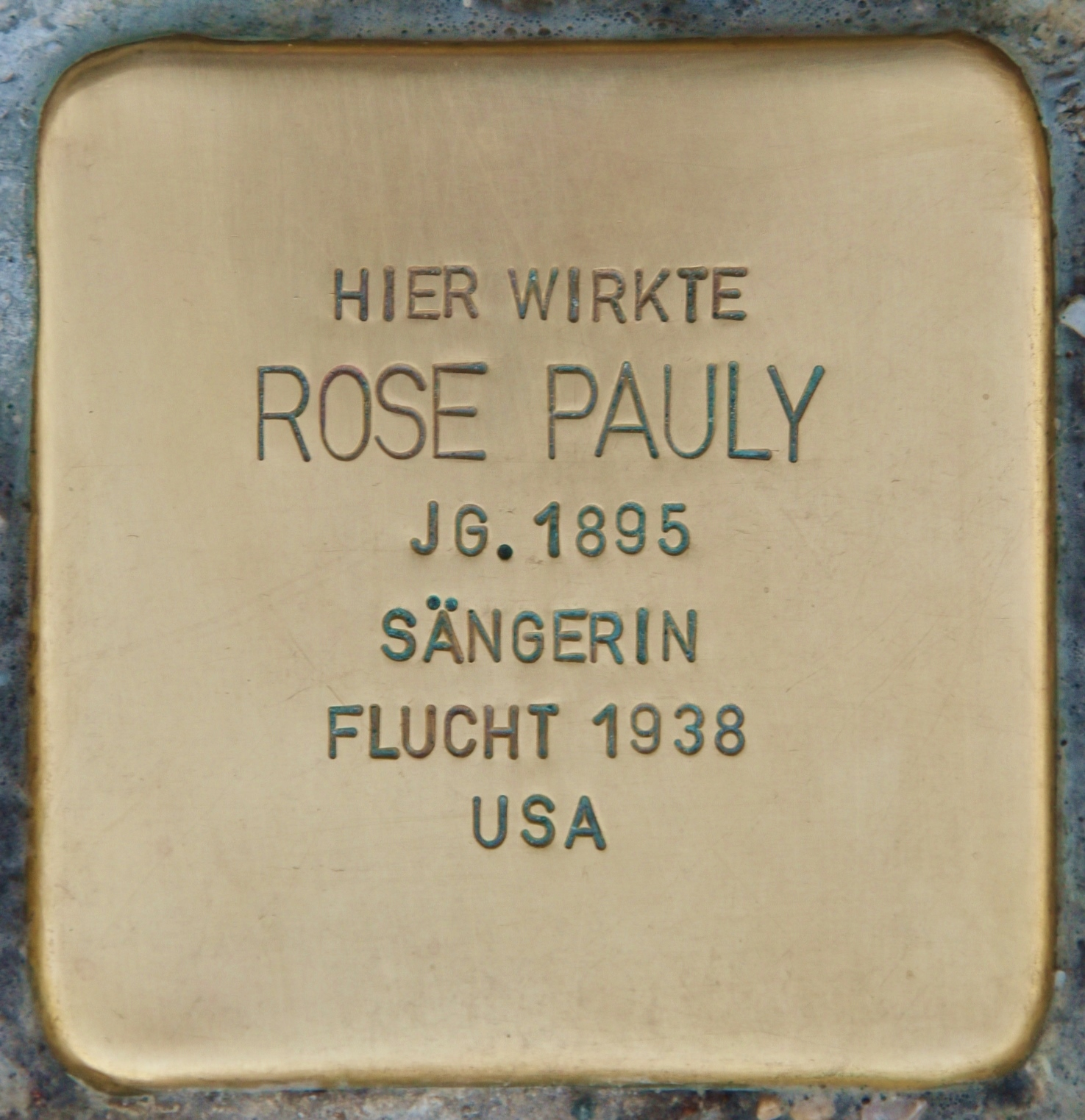
Stolperstein in Salzburg

Am 17. August 2020 wurde durch den Künstler Gunter Demnig vor dem Haus für Mozart in Salzburg ein Stolperstein für Rose Pauly verlegt.